# 陝東道
陝東道，唐朝初年设置的战时行政区划，负责经略洛阳，进攻王世充。武德元年（618年）﹐以劉文靜為戶部尚書，領陝東道行臺左僕射，十二月，唐高祖下詔以秦王李世民為太尉、使持節、陝東道大行臺，总部在蒲州，总领河北、河东军马。武德四年（621年）﹐平定王世充后，将陕东道大行台置于洛阳﹐以秦王李世民为尚书令﹐地位在其余行台之上，以屈突通為陝東道大行臺右僕射，鎮洛陽。武德九年（626年）﹐诸道行台并废，陝東道废除后，其地设置河南道。